# 2 Wileńska Brygada Armii Krajowej
2 Wileńska Brygada Armii Krajowej – polski oddział partyzancki Okręgu Wilno Armii Krajowej.
Sformowana 3 lipca 1944 w Sawkiszkach w okolicach Korwia. Była najmłodszą formacją Armii Krajowej na terenie Wileńszczyzny i przetrwała do dnia rozbrojenia przez Sowietów 18 lipca tego samego roku. W lipcu 1944 liczyła ok. 400 partyzantów.
W okresie od 8 do 11 lipca 1944 brygada została czasowo przydzielona do Zgrupowania nr 2. 12 lipca odeszła do macierzystego Zgrupowania nr 1.

## Geneza
Brygada formowana została na bazie siatki AK zorganizowanej przez inspektora łącznikowego, Stanisława Symonowicza "Kalinę". Weszła w skład Zgrupowania nr 1 Okręgu Wilno Armii Krajowej.
Podlegały mu następujące rejony
- rejon Rzesza – komendant „Walter”,
- rejon Mejszagoła – komendant „Dąb”,
- rejon Podbrzezie – komendant „Kumkor”,
- rejon Pozelwie (na terenie Litwy) – komendant „Żmogus”,
- rejon Malaty (na terenie Litwy) – komendant „Longinus”.

W ramach akcji „Burza” placówki terenowe AK wyszły z konspiracji. Porucznik W. Korycki „Kaziuk”, 1 lipca 1944 dał dalsze rozkazy do wyjścia z konspiracji placówkom i stawienie się na punkcie zbiórki w folwarku Sawkiszki. W okresie 1-3 lipca podczas organizowania brygady oddzielne placówki dokonały licznych drobnych akcji sabotażowych i dywersyjnych, rozbrajając niemieckie oddziały.
7 lipca stan 2 Brygady osiągnął ponad 400 żołnierzy. W tym dniu brygada wyruszyła na Wilno trasą wiodącą przez miejscowości: Mielniki, Czerwony Dwór, Mała Rzesza, Lindzieniszki
Ze względu na bliskość Wilna mobilizacja Brygady przeprowadzono w okresie bezpośrednio poprzedzającym operację "Ostra Brama". Początkowo liczyła ok. 400 ludzi. W końcowej fazie operacji posiadała ok. 1000 żołnierzy.

## Walki brygady
Niemenczynek i Korwie
5 lipca brygada stoczyła potyczkę z białoruską policją i Niemcami. Na szosie Zołsy – Niemenczynek maszerowała kolumna ok. 200 policjantów i 50 Niemców uzbrojonych w karabiny maszynowe.
Uderzenie na Niemenczynek rozerwało kolumnę. Grupa Niemców i część policjantów wycofała się w kierunku Korwi. Oddział Czesława Plejewskego "Strasburgera" uderzył na pałac Korwi, gdzie zatrzymało się dowództwo niemieckie. "Strasburger" po ostrej wymianie ognia "wynegocjował" poddanie się Niemców i białoruskiej policji. Wzięto około 100 jeńców. Zdobyto 4 ciężkie karabiny maszynowe. Po akcji nadjechały jeszcze dwa ciężkie samochody wyładowane uzbrojonymi Niemcami – zostały rozbite.
Pod Wilnem
Od 3 do 11 lipca 2 Brygada wchodziła w skład 2 Zgrupowania „Węgielnego”. Podczas marszu w kierunku Wilna, na odcinku szosy Kalwaria – Wanagienia, Brygada wsparła Brygadę "Juranda". W efekcie Niemcy zrezygnowali z walki i przebili się w kierunku na Prusy.
Następnie brygada została skierowana do walki przeciw oddziałom niemieckim szukającym dróg wyjścia z Wilna na odcinku od szosy Mejszagolskiej do szosy Podbrzeskiej.
Gładkiszki
Rankiem 10 lipca ubezpieczenie zameldowało o przemarszu artylerii niemieckiej.
Brygada rozbroiła Niemców bez oporu z ich strony.
Zdobyto 4 haubice, kilka karabinów maszynowych, automaty, karabiny, pistolety, lornetki, mapy, prowiant oraz kilkadziesiąt koni kawaleryjskich, wierzchowych. Po południu do sztabu brygady przybyła grupa oficerów z dowództwa odcinka operacyjnego wojsk sowieckich. Dokonano uzgodnień co do przyszłych działań. Jeńców niemieckich przekazano Rosjanom. O zmroku brygada została zluzowana przez 4 Brygadę, a sama pomaszerowała w rejonie Gulbin i dalej do rejonu koncentracji wszystkich brygad Okręgu Wileńskiego AK.

## Rozbrojenie
12 lipca brygada osiągnęła rejon w okolicach jeziora Gulbińskiego
W Kojranach nastąpił kilkudniowy postój. Dowódca brygady "Wiktor" został wzywany na odprawę do ppłk. "Wilka". Na odprawę pojechał jednak zastępca mjr Makowski. Około północy łącznik powiadomił dowództwo brygady o internowaniu dowódców i rozkazie wymarszu w kierunku lasów Jaszuńskich.
O świcie 18 lipca 1944, we wsi Rukańce koło Turgiel, 2 Wileńska Brygada Armii Krajowej została rozbrojona przez zmotoryzowane oddziały Armii Czerwonej.